# En attendant le bonheur (film, 2002)
Pour les articles homonymes, voir En attendant le bonheur.
Pour plus de détails, voir Fiche technique et Distribution.
En attendant le bonheur (titre original : Heremakono) est un film franco-mauritanien réalisé par Abderrahmane Sissako et sorti en 2002.

## Synopsis
Le film se déroule à Nouadhibou, une petite ville de pêcheurs sur la côte de la Mauritanie, et suit plusieurs personnages en quête de bonheur et en situation d'attente à un titre ou à un autre. Le jeune Abdallah s'apprête à faire ses adieux à sa mère au moment de partir pour l'Europe. Il ne comprend pas la langue locale. C'est un petit garçon, Khatra, qui la lui apprend. La belle Nana est partagée entre ses souvenirs de la mort de sa fille et son attirance envers Abdallah. Makan rêve aussi de partir pour l'Europe. Un ancien pêcheur, Maata, s'improvise électricien.

## Fiche technique
- Titre : En attendant le bonheur
- Titre original : Heremakono
- Réalisation : Abderrahmane Sissako
- Pays :  France /  Mauritanie
- Langues originales : français, hassanya, mandarin
- Durée : 96 minutes
- Date de sortie : 2002

## Distribution
- Makanfing Dabo : Makan
- Nana Diakité : Nana
- Mohamed Mahmoud Ould Mohamed : Abdallah
- Fatimetou Mint Ahmed : Soukeyna, la mère
- Khatra Ould Abdel Kader : Khatra
- Maata Ould Mohamed Abeid : Maata

## Distinctions
- Prix FIPRESCI au Festival de Cannes 2002
- Étalon de Yennenga au Festival panafricain du cinéma et de la télévision de Ouagadougou de 2003